# Antologia (Ivan Graziani)
Antologia è un album antologico di Ivan Graziani pubblicato nel 1997.

## Tracce
1. Prudenza Mai – 3:36
2. Noi Non Moriremo Mai – 4:49
3. Un Uomo – 2:58
4. Lugano Addio – 4:37
5. Signora Bionda Dei Ciliegi – 4:08
6. Agnese – 3:34
7. Firenze (Canzone Triste) – 4:47
8. Io Mi Annoio – 4:16
9. Un'Ora – 4:34
10. Kryptonite – 3:22
11. Maledette Malelingue – 3:53
12. Poppe, Poppe, Poppe – 4:51
13. Avro' Bisogno Ancora Di Te – 3:39
14. Il Topo (Signore Delle Fogne) – 4:15
15. Voglio Un Mondo Minorenne – 3:50
16. Fragili Fiori – 3:32
17. Buona Fortuna – 3:49
18. Pigro (live) – 2:44
19. Il Chitarrista (live) – 2:48